# Cuzco (tỉnh)
Tỉnh Cuzco (tiếng Tây Ban Nha: Provincia de Cuzco) là một tỉnh thuộc vùng Cusco của Peru. Tỉnh Cusco có diện tích 617 km², dân số thời điểm theo điều tra dân số ngày 11 tháng 7 năm 2005 là 348.493 người. Tỉnh lỵ đóng ở Cuzco.

## Hành chính
Tỉnh có 8 huyện (tiếng Tây Ban Nha: distritos, singular: distrito), huyện lỵ in đậm:
- Ccorca (Ccorca)
- Cusco (Cusco)
- Poroy (Poroy)
- San Jerónimo (San Jerónimo)
- San Sebastián (San Sebastián)
- Santiago (Santiago)
- Saylla (Saylla)
- Wanchaq (Wanchaq)